# Федерико Гонзага (пояснение)
Федерико Гонзага може да се отнася до:
- Федерико Гонзага (12 век), архидякон в Мантуа и брат на блажения Алберто Гонзага;
- Федерико Гонзага (? – 1376), син на Лудовико I Гонзага;
- Федерико I Гонзага (1441 – 1484), син на Лудовико III и Барбара фон Бранденбург;
- Федерико Гонзага (1495 – 1545), син на Джовани Гонзага;
- Федерико II Гонзага (1500 – 1540), син на Франческо II Гонзага и Изабела д'Есте;
- Федерико Гонзага (1540 – 1565), син на Федерико II и епископ на Мантуа от 1563 до 1565 г., кардинал;
- Федерико Гонзага (да Боцоло) (? – 1527), син на Джанфранческо и Антония дел Балцо;
- Федерико Гонзага (да Гацуоло) (? – 1570), син на Пиро Гонзага и Камила Бентиволио;
- Федерико Гонзага (XVII век), син на Феранте Гонзага ди Гацуоло и Изабела Гонзага ди Новелара;
- Федерико I Гонзага (? – 1630), син на Просперо Гонзага, маркиз на Луцара;
- Федерико II Гонзага (1636 – 1698), граф на Повильо